# Cyphostemma ruacanense
Cyphostemma ruacanense är en vinväxtart som först beskrevs av Exell & Mendonca, och fick sitt nu gällande namn av Descoings. Cyphostemma ruacanense ingår i släktet Cyphostemma och familjen vinväxter. Inga underarter finns listade i Catalogue of Life.